# Suspicious minds
Suspicious minds  è un film del 2023 diretto da Emiliano Corapi.

## Trama
Due coppie, una giovane e una più matura, si incontrano per caso in un hotel di Roma. Daniele e Giulia sono lì per una vacanza romantica, Fabrizio ed Emilie per ritrovarsi. Quando un blackout blocca Fabrizio e Giulia: nell'ascensore dell'hotel, nei rispettivi partner fuori si insinua il dubbio che nel tempo trascorso all'interno dell'ascensore sia successo qualcosa.

## Distribuzione
Il film è stato presentato in anteprima mondiale alla Festa del Cinema di Roma il 26 ottobre 2023 nella sezione autonoma "Alice nella città" ed è stato distribuito da Adler Entertainment nelle sale cinematografiche italiane a partire dal 25 novembre 2024 e in streaming su Paramount+ da luglio 2025.